# Référendum saint-marinais de 2014
Un double référendum a lieu le 25 mai 2014 à Saint-Marin. Les électeurs sont amenés à se prononcer sur deux projets :  une proposition pour abroger le décret-loi n°151 du 29 octobre 2013 intitulé « Modifications et ajouts à la loi n°191 du 6 décembre 2011 "Réforme des retraites: établissement du système complémentaire" » et une autre pour abroger la loi n°150 du 29 octobre 2013 intitulée « Loi relative à l'exercice de l'activité professionnelle du personnel de santé médical et non médical ISS ».
La population approuve les deux proposition d'abrogation.

## Objets
La coalition au pouvoir du Parti démocrate-chrétien - Parti des socialistes et des démocrates - Alliance populaire a fait campagne contre les propositions. Le parti socialiste s'est prononcé en faveur de l'abrogation de la loi sur la pratique médicale. L'Union pour la République a également soutenu l'abrogation de la loi sur la pratique médicale, mais s'est opposée à l'abrogation de la loi sur les pensions.

## Conditions
Avant les référendums, le quorum requis pour qu'une proposition soit approuvée était réduit de 32% à 25%, ce qui signifie que 8 398 électeurs devaient voter pour que les propositions soient approuvées.

## Résultats
Les électeurs votent sur des bulletins séparés de couleurs différentes.
| Pour                     | 11 026 | 79,48 | 10 881 | 78,04 |  |  |  |  |
| Contre                   | 2 847  | 20,52 | 3 061  | 21,96 |  |  |  |  |
|                          |        |       |        |       |  |  |  |  |
| Votes valides            | 13 873 | -     | 13 942 | -     |  |  |  |  |
| Votes blancs ou nuls     | 284    | -     | 215    | -     |  |  |  |  |
| Total                    | 14 157 | 100   | 14 157 | 100   |  |  |  |  |
| Inscrits / Participation | 33 591 | 42,15 | 33 591 | 42,15 |  |  |  |  |